# Servilia Glaucia de repetundis
Lex Servilia Glaucia de repetundis o Servilia repetundarum va ser una antiga llei romana, de la que no es coneix ni la data en què es va proposar ni qui va ser el proposant. Se suposa que va ser el tribú de la plebs Gai Servili Glàucia l'any 100 aC, quan eren cònsols Gai Mari i Luci Valeri Flac. Fixava les penes pels alts magistrats culpables del delicte de repetundis i donava 20 dies a l'acusador per a provar el delicte i altres 20 dies a l'acusat per la seva defensa. L'acusació no es podia presentar mentre l'acusat exercia el càrrec.